# جورج مارتینز
جورج اریک مک کارتی مارتینز (انگلیسی: George Marthins; ۲۴ دسامبر ۱۹۰۵ – ۱ مارس ۱۹۸۹) بازیکن هاکی روی چمن اهل هند بود.
وی به‌همراه تیم ملی هاکی روی چمن مردان هند به قهرمانی بازی‌های المپیک تابستانی ۱۹۲۸ دست پیدا کرده‌است.و به عنوان عضوی از تیم هاکی روی چمن هند شرکت کرد که مدال طلا را به دست آورد.